# 伊班人
伊班人，也被稱為海達雅克人，是婆羅洲島上的原住民族群。 他們屬於達雅族。 伊班人的家鄉是婆羅洲西北部，特別是馬來西亞的砂拉越；當地在2006年約有680,000名族人，約佔當地人口之30%，是當時最大的族群。然而，數以萬計的伊班人也居住在鄰近的印度尼西亞加里曼丹和文萊。
伊班文化的傳統特徵包括居住在被稱作rumah panjai或betang的長屋（英語：Longhouse）和刀耕火種的輪耕，儘管自 20 世紀中葉以來這種生活方式已經退居幕後。 在殖民時代，伊班人以獵首和海盜行為聞名，導致與歐洲殖民列強發生暴力衝突，尤其是英國冒險家詹姆斯·布魯克及其繼任者。 他們的語言是伊班語。

## 民族分布、人口與語言

### 人口
伊班族（Iban）是婆羅洲上的原住民達雅族的一個分支，在英國殖民時期，伊班族人被稱為海上的達雅族或海達雅族（Sea Dayaks）。在砂拉越，大多數伊班族人居住在砂拉越的詩里阿曼省、木中省和加帛省，又有一小部分居住在沙巴，也有少數遷移到馬來亞半島居住。伊班人人口大約為830,000人，主要分布的地區為砂拉越(約710,000人)、西加里曼丹(約100,000人)、以及汶萊(約20,000人)。

### 語言
伊班人大多說一種語言，屬於南島語系的 馬來-玻里尼西亞語族，大約有1,484,300人使用該語言，主要分布於婆羅洲砂拉越、印度尼西亞的西加里曼丹、以及汶萊。伊班族屬於達雅克族，曾被稱為“海中達雅克”。伊班語與馬來語，特別是砂拉越馬來語有著密切的關係。雖然通常講各種可以相互理解的方言，但他們可以分成不同的分支，其語調根據每個語言來自哪個區域而有所不同，這些分支以他們居住的地理區域命名。他們擁有豐富的口頭文學，更根據不同的場合背誦一段口頭詩歌。
發音系統